# Flunisolide
Le flunisolide est une molécule ayant des effets glucocorticoïdes puissants et des effets minéralocorticoïdes faibles : il diminue l'inflammation,.

## Usage médical
Est un stéroïde utilisé contre la rhinite allergique, l'asthme et l'otite moyenne séreuse,. Les stéroïdes intranasaux sont le médicament le plus efficace pour contrôler la rhinite allergique. Pour l'asthme, le médicament l'inhale.

## Effets secondaires
Lorsqu'il est utilisé dans le nez, les effets secondaires courants comprennent des picotements, des saignements de nez, des yeux larmoyants et une infection des voies respiratoires supérieures. Lorsqu'il est inhalé, les symptômes courants comprennent une inflammation de la gorge, un écoulement nasal, des maux de tête ou une toux. D’autres effets secondaires peuvent inclure une perte d’odorat et une insuffisance surrénalienne.

## Histoire
Le médicament a été breveté en 1958 et approuvé pour un usage médical en 1978. Il figure sur la liste des médicaments essentiels de l'Organisation mondiale de la santé en tant qu'alternative au budésonide. Aux États-Unis, 25 ml de solution à vaporiser dans le nez coûtent environ 26 dollars américains, tandis que 60 doses à inhaler coûtent environ 102 dollars américains en 2021,.